# 제랍샨구
제랍샨구(러시아어: Зеравшанский округ)는 1868년부터 1886년 12월 31일까지 존재했던 러시아 제국의 구로 행정 중심지는 사마르칸트이다. 구 이름은 제라프샨강에서 유래된 이름이다. 1887년 1월 1일을 기해 사마르칸트주에 합병되면서 폐지되었다.